# Evdokia
Evdokia (în greacă Ευδοκία) sau To koritsi tou stratioti (în greacă Το Κορίτσι του Στρατιώτη) este un film grecesc din 1971 scris și regizat de Alexis Damianos. În rolurile principale au interpretat actorii Giorgos Koutouzis, Maria Vassiliou, Christos Zorbas și Koula Agagiotou. A avut premiera la 21 septembrie 1971 în cinematografele din Grecia.

## Prezentare
Este una dintre cele mai importante lucrări ale cinematografiei grecești. Este o dramă a pasiunii, ale cărei personaje principale sunt un sergent și o prostituată (Evdokia) care se căsătoresc după o scurtă idilă pasională. Foarte curând, totuși, influența mediului în care trăiesc le tulbură relația, iar sergentul încearcă să se despartă de Evdokia, dar fără succes. Perechea este înconjurată de o lumină aspră, de stâncă, peisaje goale și exerciții militare, pe de o parte, și senzualitate și limitări, pe de altă parte. Din cauza ocupației sale, Evdokia este deopotrivă atrăgătoare și respingătoare în ochii sergentului. Încercarea lor de a se confrunta cu ordinea stabilită a lucrurilor eșuează și viața lor se prăbușește, la fel ca în tragediile antice.
Filmul are loc în anii tumultuoși ai Dictaturii Coloneilor din Grecia (din perioada 1967–1974), o juntă de ofițeri dominată de Georgios Papadopoulos.

## Distribuție
- Maria Vassiliou ca prostituata Evdokia
- Giorgos Koutouzis ca sergentul Giorgos Paschos
- Koula Agagiotou ca Maria Koutroubi
- Christos Zorbas ca  Giorgos, proxenetul Evdokiei
- Vassilis Panayiotopoulos
- Paulos Roussos
- S. Douligerakis
- Nasos Katakouzinos
- Maria Koutokaki
- Spyros Kyriakopoulos
- Kostas Rigas
- Yannis Savatianos
- Eleni Roda
- Apostolos Souglakos (Απόστολος Σουγκλάκος)

## Primire
Maria Vassiliou a câștigat premiul pentru cea mai bună actriță la Festivalul de Film de la Salonic. Filmul a devenit faimos pentru tema sa muzicală pe un dans Zeibekiko, temă muzicală scrisă de Manos Loizos și considerată acum clasică.
Evdokia este al doilea film al lui Alexis Damianos și cel care i-a adus cel mai mult succes. În primul an de la premieră a adunat un total de 70.852 de spectatori în cinematografele din Grecia.
În 1986, Evdokia a fost votat de către Asociația Criticilor de Film din Grecia drept cel mai bun film grecesc din toate timpurile. Retrospectivele dedicate cinematografiei grecești și organizate de către Muzeul de Artă Modernă din New York (MoMA) în 1993 și Centrul Național de Artă și Cultură Georges-Pompidou din Paris (Centrul Beaubourg) în 1995 au inclus filmul Evdokia în programele lor.

## Legături externe
- Evdokia la Internet Movie Database
- Evdokia la Rotten Tomatoes
- Evdokia la FilmAffinity
- Evdokia la British Film Institute